# Municipalités de l'Ontario
 (octobre 2016).
Les municipalités de l'Ontario sont des personnes morales qui ont certains pouvoirs définis par la loi sur les municipalités de l'Ontario.
On distingue trois types de municipalités :
- municipalité à palier unique
- municipalité de palier inférieur
- municipalité de palier supérieur

## Définitions
- « municipalité » : Zone géographique dont les habitants sont constitués en personne morale. (« municipality »)
- « municipalité à palier unique » : Municipalité, à l'exclusion d'une municipalité de palier supérieur, qui ne fait pas partie d'une municipalité de palier supérieur aux fins municipales. (« single-tier municipality »)
- « municipalité de palier inférieur » : Municipalité qui fait partie d'une municipalité de palier supérieur aux fins municipales. (« lower-tier municipality »)
- « municipalité de palier supérieur » : Municipalité dont font partie deux municipalités de palier inférieur ou plus aux fins municipales. (« upper-tier municipality »)
- « municipalité locale » : Municipalité à palier unique ou municipalité de palier inférieur. (« local municipality »)
- « municipalité régionale » : Municipalité de palier supérieur qui était une municipalité régionale ou une municipalité de district ou qui constituait le comté d'Oxford le 31 décembre 2002. (« regional municipality »)